# Og fanden dukked' op og sagde ja!
Og fanden dukked' op og sagde ja! er det første album indspillet af Lars Lilholt Band. Albummet blev indspillet den 7.-18. juni 1982 på Vandstedgårdkollektivet ved Ans.

## Numre
1. "Fandens fiol"
2. "Klokken slår"
3. "Bag Mariekirkens tårn"
4. "Held og lykke"
5. "Elversang"
6. "Klukler"
7. "Drenge og piger"
8. "Da tvivlen blev bøffet"
9. "Sang til Otto Trads"
10. "Nissen"
11. "Der brænder et lys"

## Musikere
- Lars Lilholt (sang, Guitar, Dulcimer, Violin, Blokfløjte, Diverse Krumhorn, Drejelire, Klokkespil, Slagtøj)
- Gert Vincent (Guitar, Slagtøj)
- Kristian Lilholt (6 & 12 strenget akustisk Guitar, Mandolin, Jupiter 4 Synthesizer, Slagtøj)
- Niels Hofman (Båndløs Bas, Slagtøj)
- Tommy Kejser (Bas)
- Bent Melvej Nielsen (Haromika)
- Poul Lendal (Nyckelharpe)
- Jakob Ohrt(Cister, 5-Strenget Banjo, Kor)
- Kjeld Risgård Mortensen (Psalterion, Kor)
- Inger Nyholm (Kor)
- Gitte Brunn (Kor)

## Populært fra albummet
- Mange af musikere der medvirker på albummet er blandet fra Kræn Bysted, Arfolk, Halgrim samt Københavnske Skilfinger
- Pladen er indspillet i et mobiltstudie på Vandstedgårdkollektivet i Ans fra 7-18 juni 1982
- Alle musikere boede i telte på gårdens græsplæne, fordi dagligstuen blev brugt som pladestudie!